# 阿桂
阿桂（转写：agūi；1717年9月7日—1797年10月10日），字广廷，章佳氏，清代官员。初為满洲正藍旗人，以平回部駐伊犁治事有勞，改隸正白旗。官至武英殿大学士兼首席軍機大臣。

## 家世
阿桂七世祖穆都巴顏早先居住在長白山俄穆和都魯（今俄罗斯滨海边疆区双城子一带），三等护卫阿思哈之孫，大学士阿克敦之子。

## 生平
阿桂出生於康熙五十六年八月初三日（1717年9月7日），早年師從沈彤，乾隆三年（1738年）中举人。初以父廕授大理寺丞，乾隆八年（1743年）以郎中身份充任军机章京，此后因为库项被窃，以失察之罪被降调为吏部员外郎。
乾隆十三年（1748年），清朝用兵大小金川，阿桂随兵部尚书班第赴四川办事。岳鍾琪告發阿桂“勾結張廣泗，蒙蔽訥親”。而後皇帝念其父只有阿桂一子，而阿桂办事勤勉；又因为阿桂罪状与贻误军机不同，而特别宣布赦免。此后命為江西按察使，不久又擔任內閣侍讀學士。乾隆二十年，擢內閣學士，当时适逢清廷出兵準噶爾，阿桂赴乌里雅苏台管理台站。其间，阿桂之父阿克敦病故，阿桂被准回京办理丧事。为时不久即奉命返回西北，任參贊大臣，命令驻防科布多，授蒙古鑲紅旗副都統。乾隆二十二年秋，授工部侍郎先是率军策应清军唐喀禄部，追击图谋遁入俄国的辉特部首领舍楞，后又与副将军富德一起追捕其余人员，獲賜花翎。
乾隆二十四年，從兆惠平定大小和卓之亂；二十四年（1759年）冬天，从阿克苏移駐伊犁，筹办屯田二十六年奏报曰：“今阿奇木公茂萨呈称，今岁种地回人八百户，各耕种小麦一石，谷黍五斗。”乾隆二十七年回京，升任軍機大臣、正紅旗滿洲都統加太子太保，並賜予騎都尉世職，賜紫禁城騎馬。
乾隆二十九年，調署四川總督，三十年，任塔爾巴哈臺參贊大臣，築綏靖城。乾隆三十二年，授伊犁將軍。乾隆三十三年，授兵部尚書、云貴總督，参加征缅；并多次视察黄河决口、江浙海塘工程。乾隆三十七年，第三次出征金川事件。
乾隆四十一年（1776年），大小金川平，乾隆帝詔封為一等誠謀英勇公，進協辦大學士、吏部尚書、軍機處行走；賜紫韁、四開褉袍。乾隆四十二年，授武英殿大學士。乾隆四十六年，甘肅蘇四十三起義，與和珅督軍鎮壓。歷任伊犂将軍、兵部尚書、吏部尚書，官至武英殿大学士兼首席軍機大臣，“还领枢密，决疑定计，瞻言百里，非同时诸大臣所能及”。嘉慶二年八月二十一日（1797年10月10日）於北京病卒。谥文成。
編有《軍需則例》15卷。出任《欽定滿洲源流考》（1789）编撰总裁官。

## 家庭
- 始祖都巴顏。
- 先祖克丹巴顏。
- 祖父阿思哈。
- 父康熙四十八年（1709年）己丑科联捷進士、刑部尚书文勤公阿克敦；庶母韓氏。
- 妻瓜爾佳氏，其父正白旗满洲、康熙己丑科進士塞楞額（又色楞額）。

### 子女
- 長子阿迪斯[2]，都察院左都御史、成都將軍、世襲一等誠謀英勇公。
  - 孫女章佳氏，固山貝子綿溥嫡妻，有二子：奕灝（承恩毅勇公惠倫女婿）、奕魁（那彥保女婿）[31]
- 次子阿彌達，御前侍衛、護軍統領；妻鈕祜祿氏（胞叔一等果毅繼勇公阿里袞，祖父一等公尹德，祖姑母封康熙帝之孝昭仁皇后）。
- 三子阿思达[2][32]，任诸部尚书与诸总督；妻那拉氏（父刑部尚書、荊州將軍納喇氏德福）。
- 女儿章佳氏，嫁奉恩輔國公弘曧（其父莊恪親王允祿，康熙帝第十六子）。

### 孫子
- 那彥瞻（阿迪斯長子）
- 那彥柱（阿迪斯次子）
- 那彥福（阿迪斯三子）
- 那彥堪（阿迪斯四子）。妻索綽絡氏（父内务府正白旗满洲、長蘆鹽政、江寧織造觀豫，祖父乾隆二年丁巳恩科进士觀保）。
- 那彥成（阿思達之子）[33]，乾隆五十四年联捷進士。胞姊章佳氏，嫁榮恪郡王綿億（父榮純親王永琪，乾隆帝第五子；母侧福晋索綽羅氏，内务府正白旗满洲、乾隆丁巳恩科進士觀保之女）。
- 那彥寶[34]

### 外孫
- 永蕃、永萼。[35]

## 電視劇
- 《鐵將軍阿貴》由孫興飾演。
- 《天命》由杜燕歌飾演。

## 延伸阅读
[在维基数据编辑]
 《清史稿·卷318》，出自趙爾巽《清史稿》
 在维基共享资源阅览影像